# بطريق أصفر العينين
بطريق أصفر العينين ويُسمى كذلك هويهو (الإسم العلمي:Megadyptes antipodes)، هو نوع من الطيور يتبع جنس الغطاس الكبير من فصيلة البطاريق. يستوطن نيوزلندا ويتغذى على الأسماك، يبلغ وزنه ما بين 5 إلى 8.5 كغم، وتعيش هذه البطاريق فترة طويلة تصل إلى 20 عاماً، ويعيش الذكور أطول من الإناث.